# 布拉里扬
布拉里扬（法語：Blarians，法語發音：[blaʁjɑ̃]）是法国杜省的一个市镇，位于该省北部，和上索恩省接壤，属于贝桑松区。

## 地理
布拉里扬（47°24'42"N, 6°10'47"E）面积0.89 平方千米，位于法国勃艮第-弗朗什-孔泰大區杜省，该省份为法国东部内陆省份，北起上索恩省，西接汝拉省，东部及东南部与瑞士接壤，东北部与贝尔福地区省接壤。
与布拉里扬接壤的市镇（或旧市镇、城区）包括：热尔蒙当、拉巴尔、博莫特-欧贝尔唐。
布拉里扬的时区为UTC+01:00、UTC+02:00（夏令时）。

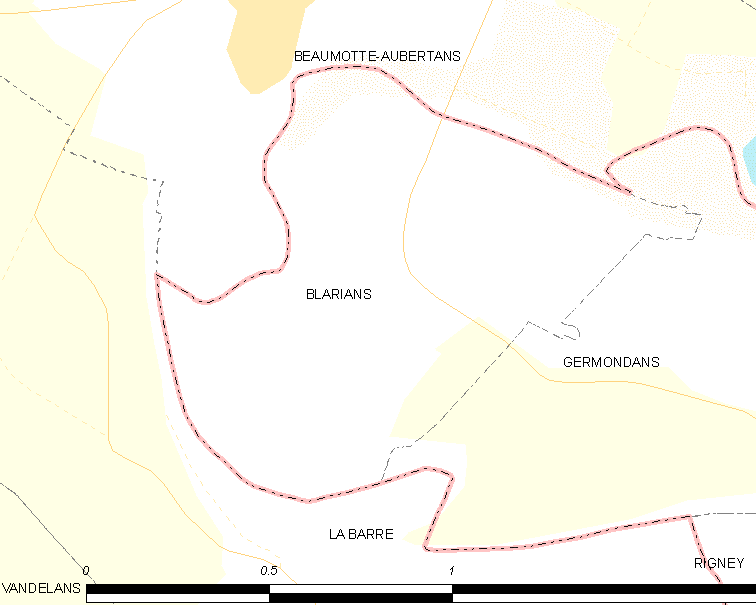
布拉里扬的OSM定位图

## 行政
布拉里扬的邮政编码为25640，INSEE市镇编码为25065。

## 政治
布拉里扬所属的省级选区为博姆莱达姆县。

## 人口

1962-2008年间布拉里扬人口变化图示

布拉里扬于2022年1月1日时的人口数量为55人。